# Riđica

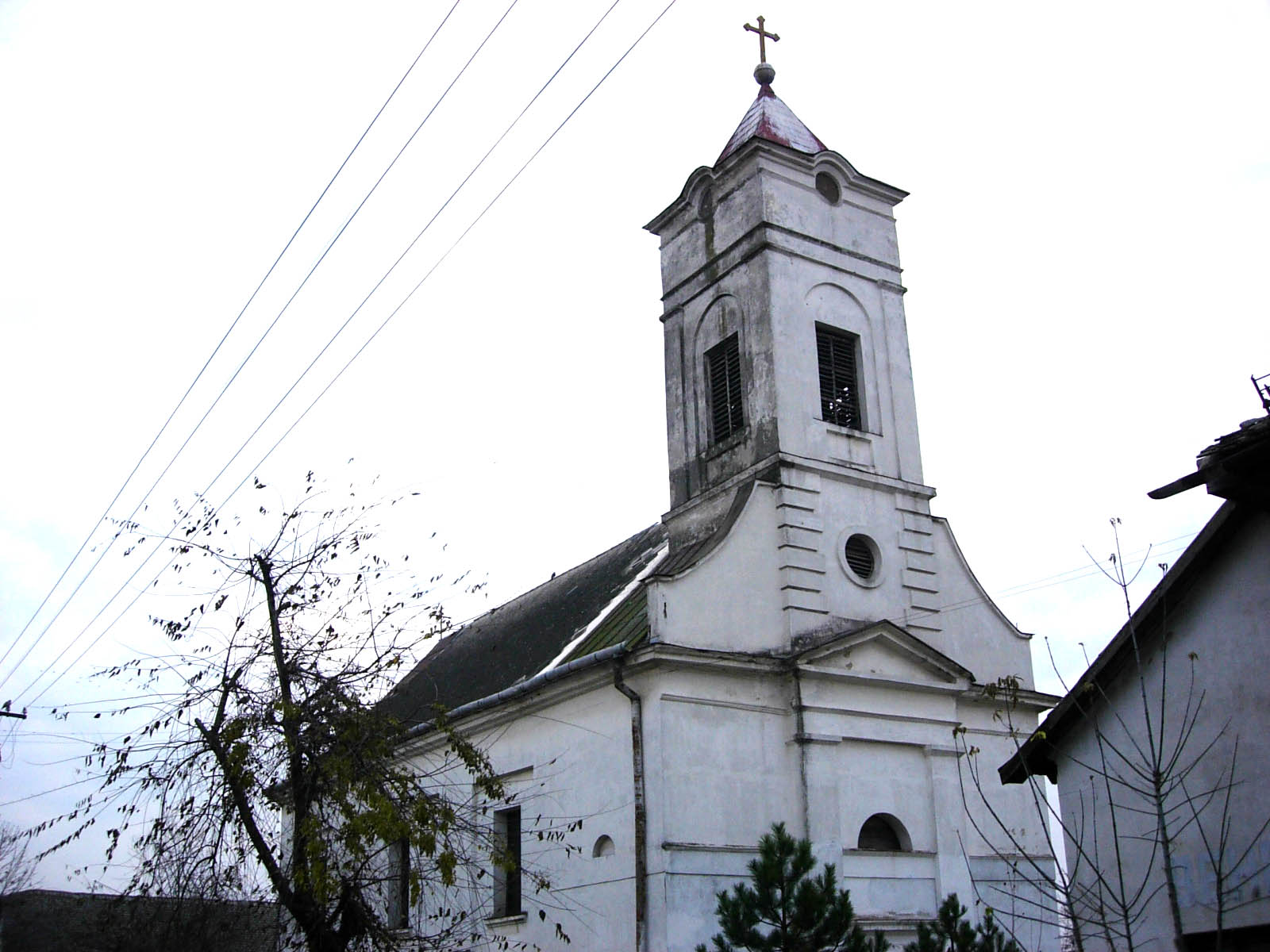
Die Serbisch-orthodoxe Kirche in Riđica

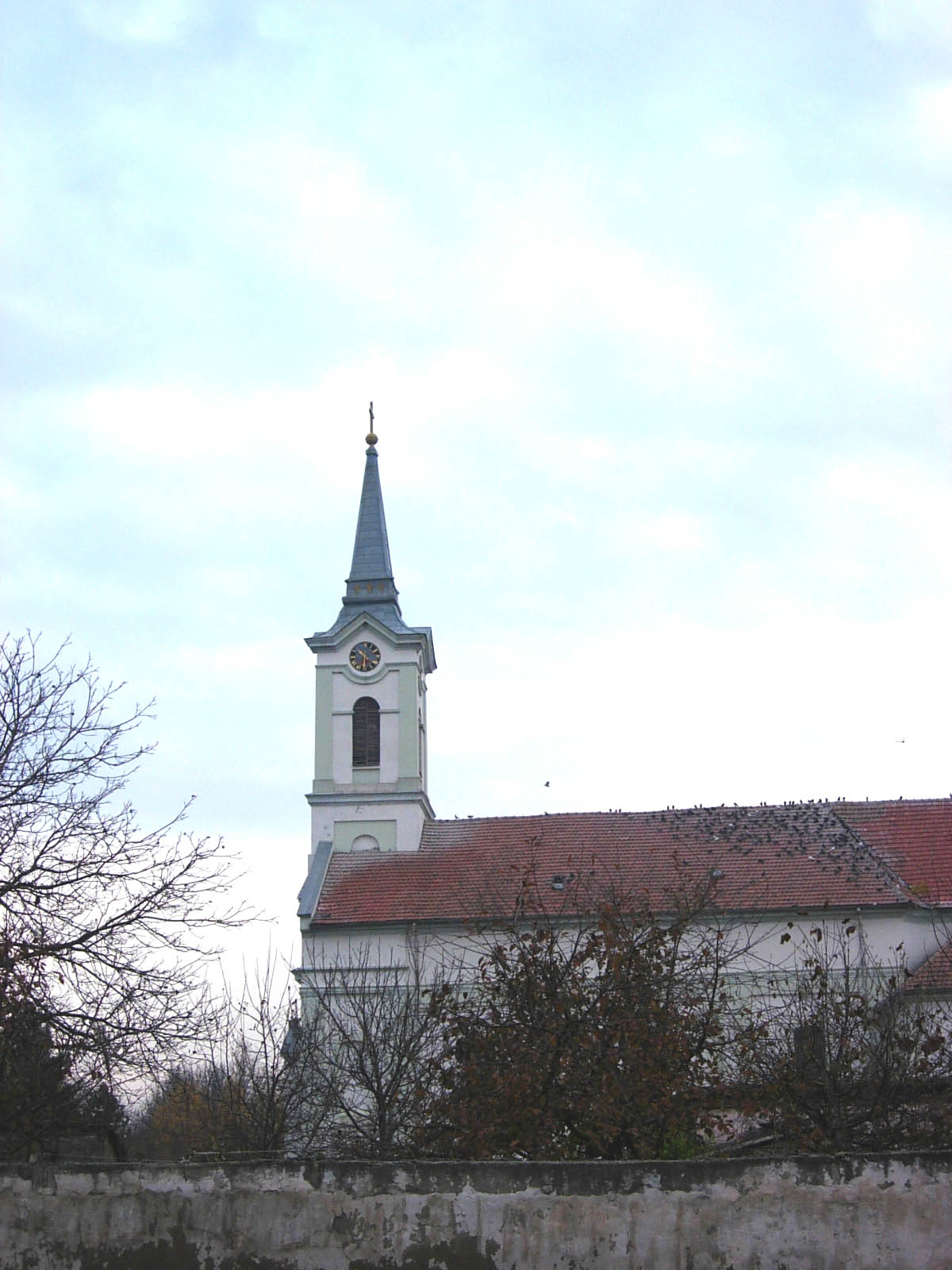
Die Römisch-katholische Kirche in Riđica

Riđica (kyr. Риђица, ungar. Regőce, dt. Legin, Riedau, Rigitza oder Rigica) ist ein Dorf in Serbien mit 2.011 Einwohnern (Volkszählung von 2011). Das Dorf gehört administrativ zur Opština Sombor in der nordserbischen Provinz Vojvodina. Im Norden, Westen und Osten des Ortes befindet sich in jeweils etwa drei Kilometern Entfernung die ungarische Grenze.
Der Ort gehörte zu den Siedlungsgebieten der Donauschwaben.

## Ethnien
Zusammensetzung der Bevölkerung nach ethnischer Herkunft laut der Volkszählung von 2002:
| Serben     | 2165 | 83,6 % |
| Ungarn     | 217  | 8,4 %  |
| Jugoslawen | 83   | 3,2 %  |
| Kroaten    | 63   | 2,4 %  |
| Andere     | 62   | 2,4 %  |

## Töchter und Söhne des Ortes
- Ervin Bossányi (1891–1975), ungarischer Maler und Kunsthandwerker
- Slobodanka Milanko „Bobina“ (1968) – Fußballspielerin. Spielte 16 Spiele für die jugoslawische Fußballnationalmannschaft der Frauen.
- Petar Stijelja – ein Innovator, der 1988 in Brüssel die Grand-Prix-Goldmedaille für seine Erfindung „geräuschloser Wasserhahn“ erhielt.